# Округ Бејкер (Орегон)
Округ Бејкер (енгл. Baker County) је округ у америчкој савезној држави Орегон.

## Демографија
По попису из 2010. године број становника је 16.134, што је 607 (-3,6%) становника мање него 2000. године.
| Група             | 2000.          | 2010.          |
| Белци             | 15.838 (94,6%) | 14.944 (92,6%) |
| Афроамериканци    | 39 (0,2%)      | 57 (0,4%)      |
| Азијати           | 64 (0,4%)      | 78 (0,5%)      |
| Хиспаноамериканци | 392 (2,3%)     | 528 (3,3%)     |
| Укупно            | 16.741         | 16.134         |